# Lokomotiva EU04

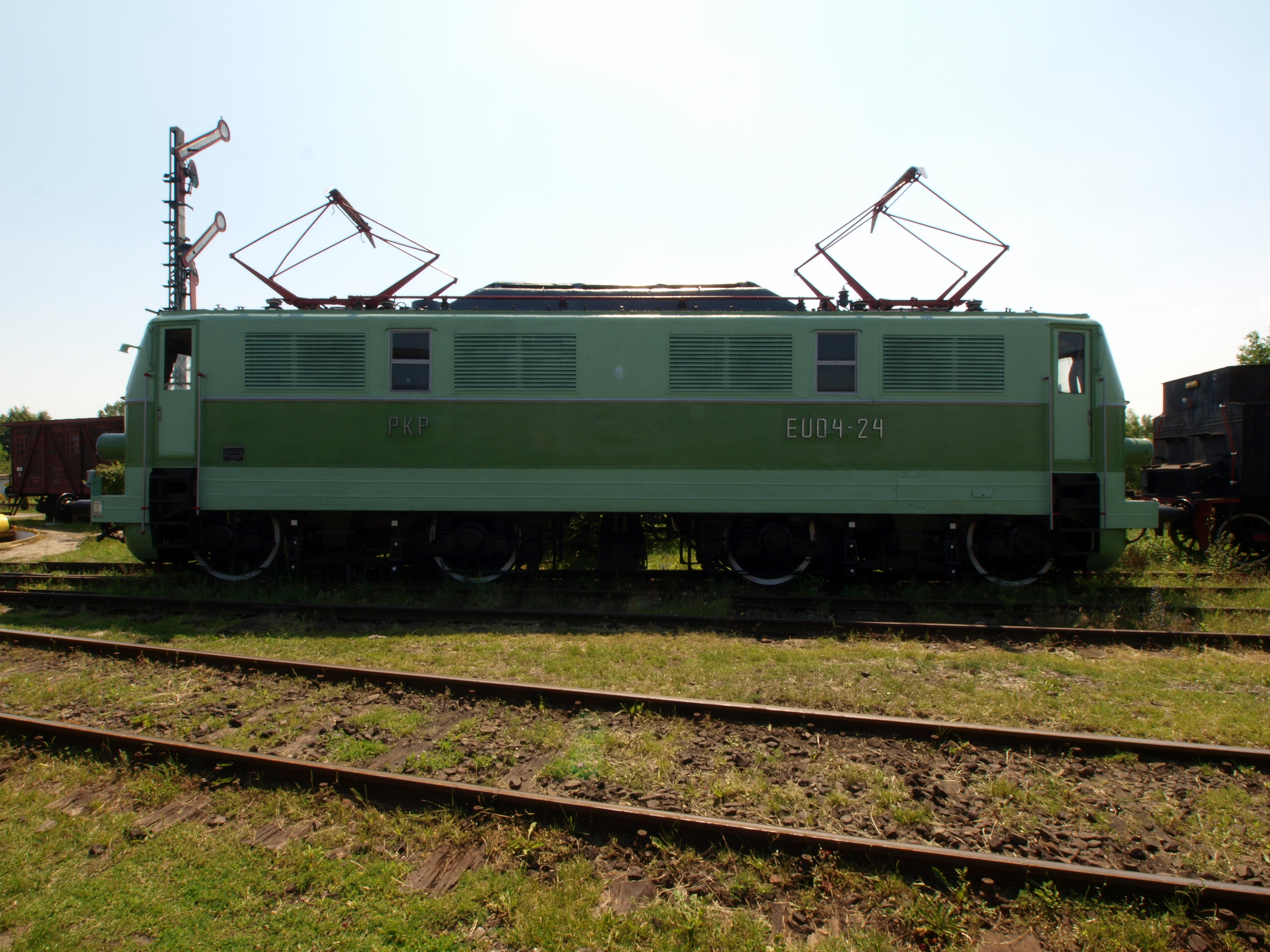
Lokomotiva EU04-24

Lokomotivy řady EU04 jsou čtyřnápravové stejnosměrné elektrické lokomotivy, které pro polské železnice Polskie Koleje Państwowe dodala německá společnost v letech 1954-1955 v počtu 25 kusů.